# Гордон (Небраска)
Гордон (англ. Gordon) — місто (англ. city) в США, в окрузі Шерідан штату Небраска. Населення — 1504 особи (2020).

## Географія
Гордон розташований за координатами 42°48′23″ пн. ш. 102°12′14″ зх. д. / 42.80639° пн. ш. 102.20389° зх. д. (42.806432, -102.203938).  За даними Бюро перепису населення США в 2010 році місто мало площу 2,41 км², уся площа — суходіл.

## Демографія
Згідно з переписом 2010 року, у місті мешкало 1612 осіб у 685 домогосподарствах у складі 420 родин. Густота населення становила 668 осіб/км².  Було 806 помешкань (334/км²).
Расовий склад населення:
| - 75,6 % — білих - 20,0 % — корінних американців - 0,5 % — азіатів - 0,2 % — чорних або афроамериканців - 0,1 % — вихідців з тихоокеанських островів |

До двох чи більше рас належало 3,0 %. Частка іспаномовних становила 4,2 % від усіх жителів.
За віковим діапазоном населення розподілялося таким чином: 26,4 % — особи молодші 18 років, 51,8 % — особи у віці 18—64 років, 21,8 % — особи у віці 65 років та старші. Медіана віку мешканця становила 42,7 року. На 100 осіб жіночої статі у місті припадало 90,3 чоловіків;  на 100 жінок у віці від 18 років та старших — 81,9 чоловіків також старших 18 років.
Середній дохід на одне домашнє господарство  становив 44 520 доларів США (медіана — 34 036), а середній дохід на одну сім'ю — 52 461 долар (медіана — 39 146). Медіана доходів становила 31 631 долар для чоловіків та 32 708 доларів для жінок. За межею бідності перебувало 31,0 % осіб, у тому числі 58,0 % дітей у віці до 18 років та 9,7 % осіб у віці 65 років та старших.
Цивільне працевлаштоване населення становило 687 осіб. Основні галузі зайнятості: освіта, охорона здоров'я та соціальна допомога — 37,3 %, роздрібна торгівля — 14,8 %, сільське господарство, лісництво, риболовля — 9,3 %, фінанси, страхування та нерухомість — 6,1 %.